# گاراچیکو
گاراچیکو (به اسپانیایی: Garachico) یک شهرستان در اسپانیا با جمعیت ۵٬۴۱۶ نفر است که در جزایر قناری واقع شده‌است.

## نگارخانه

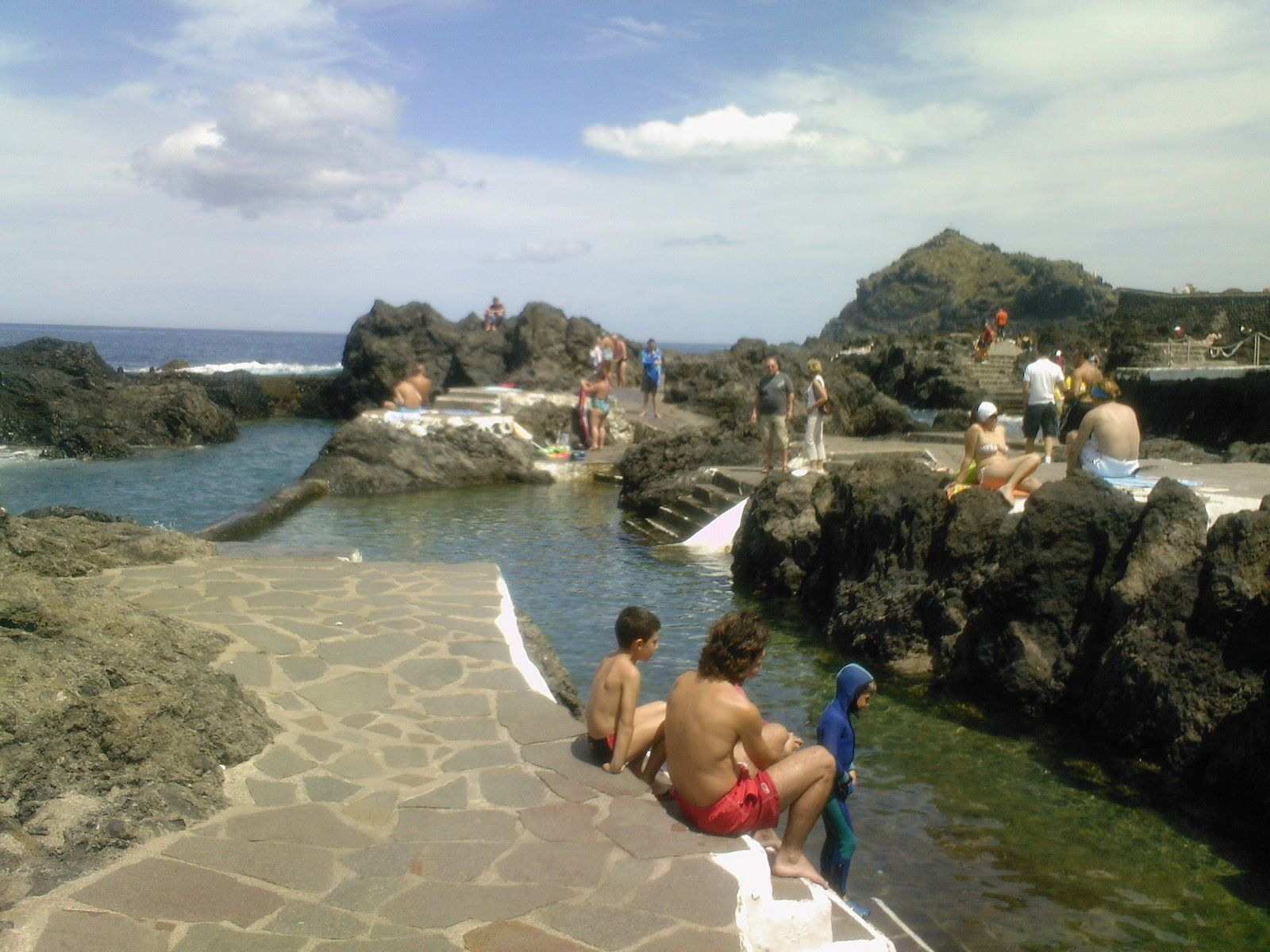
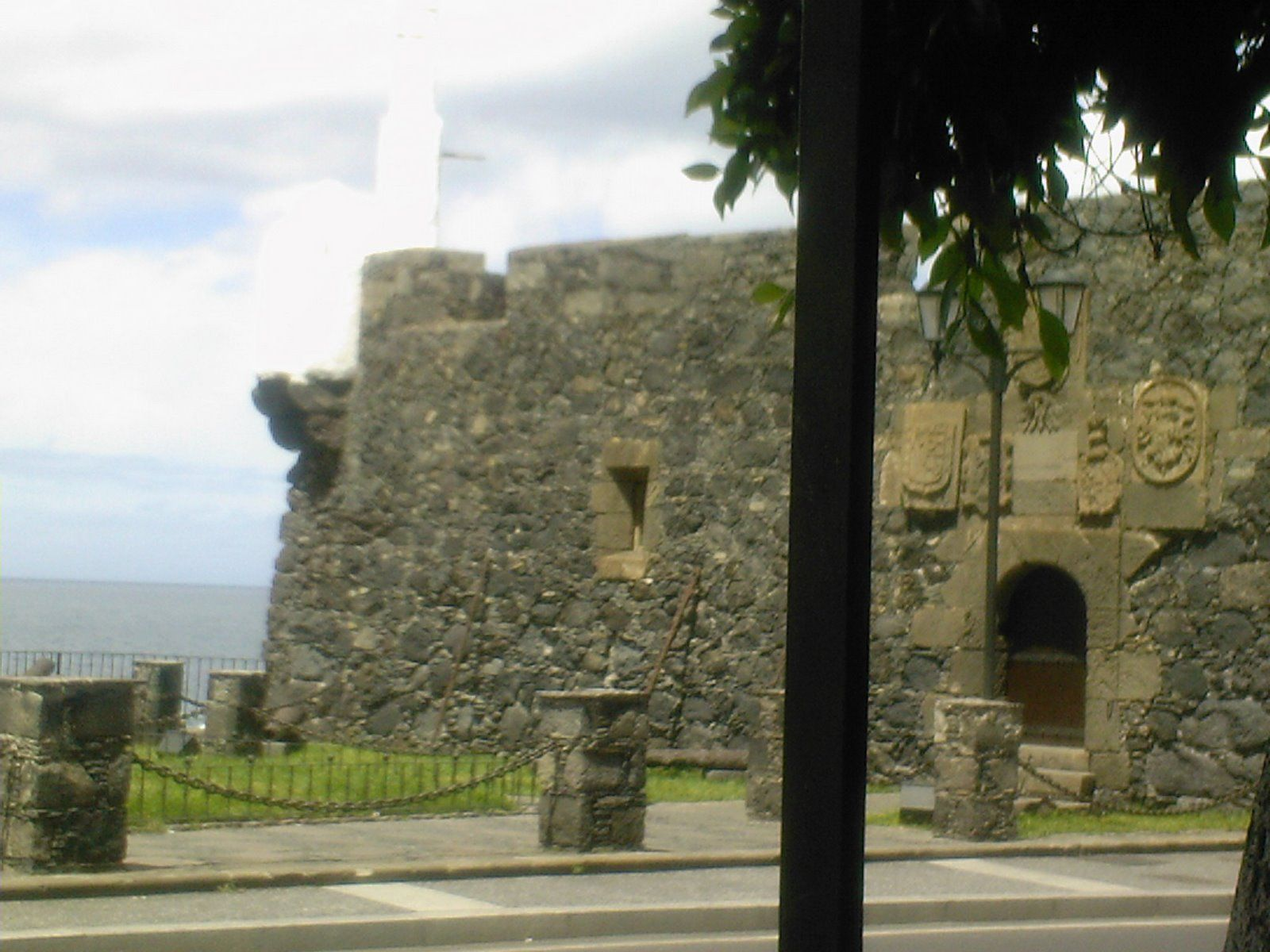
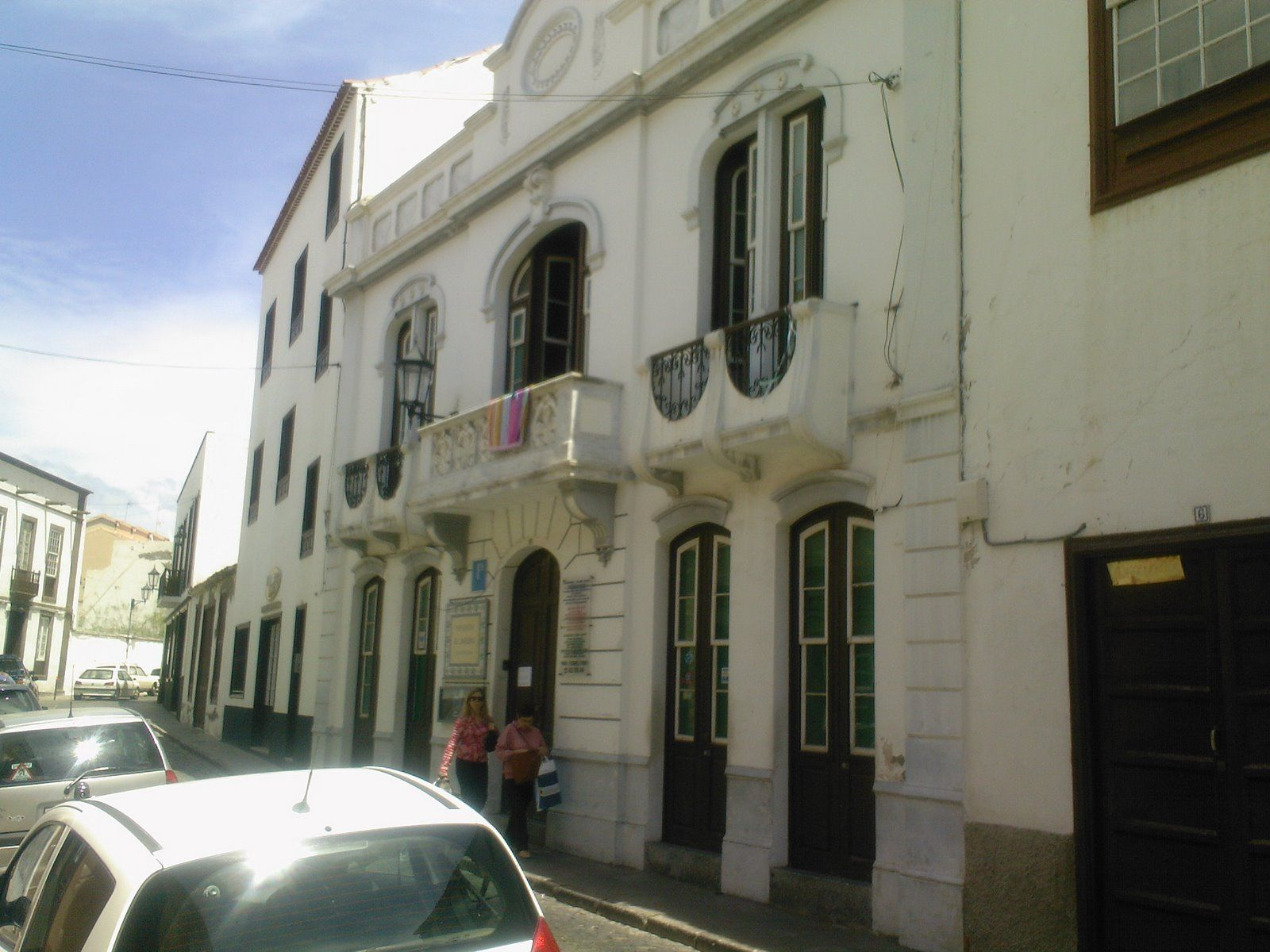
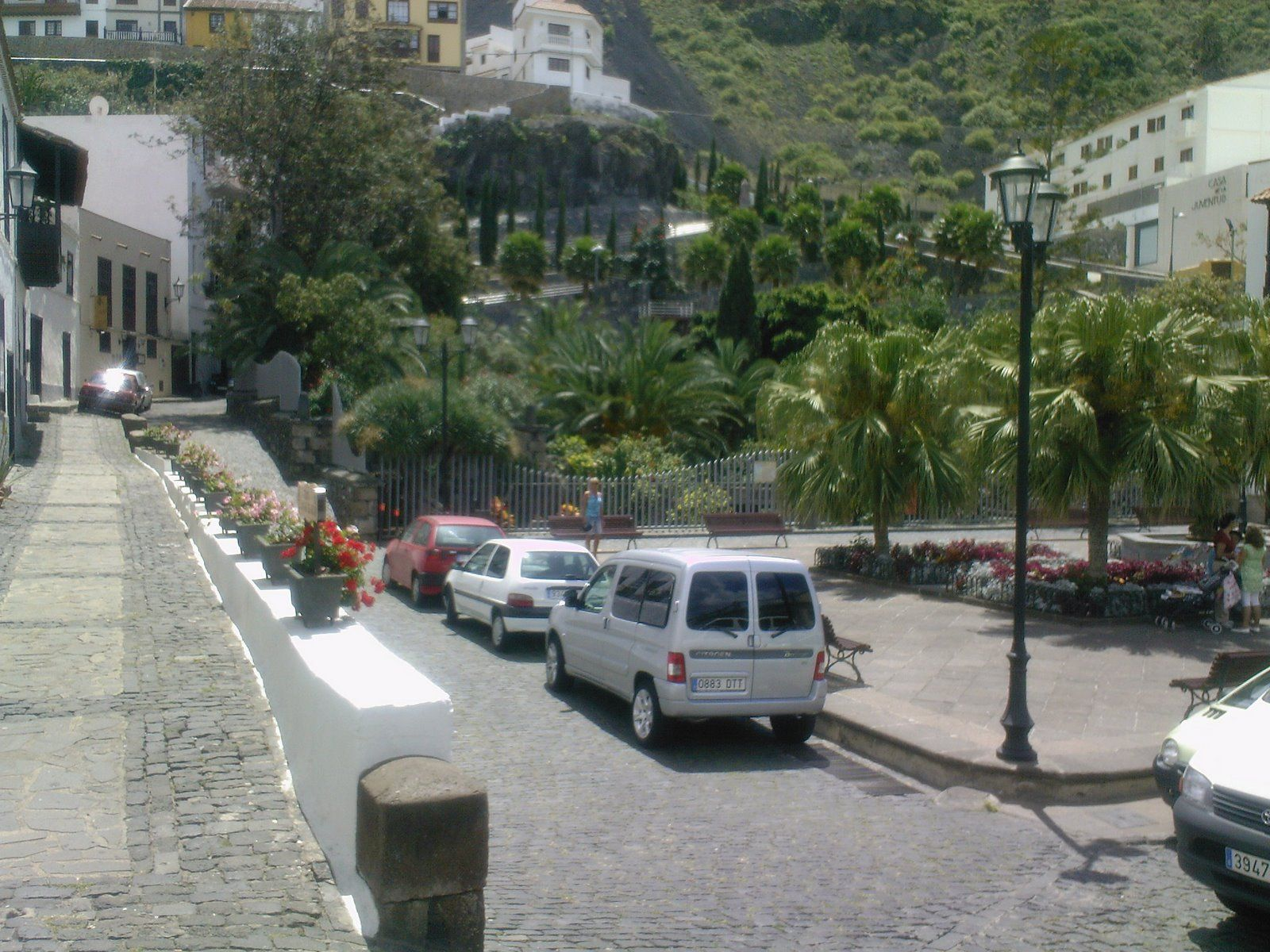
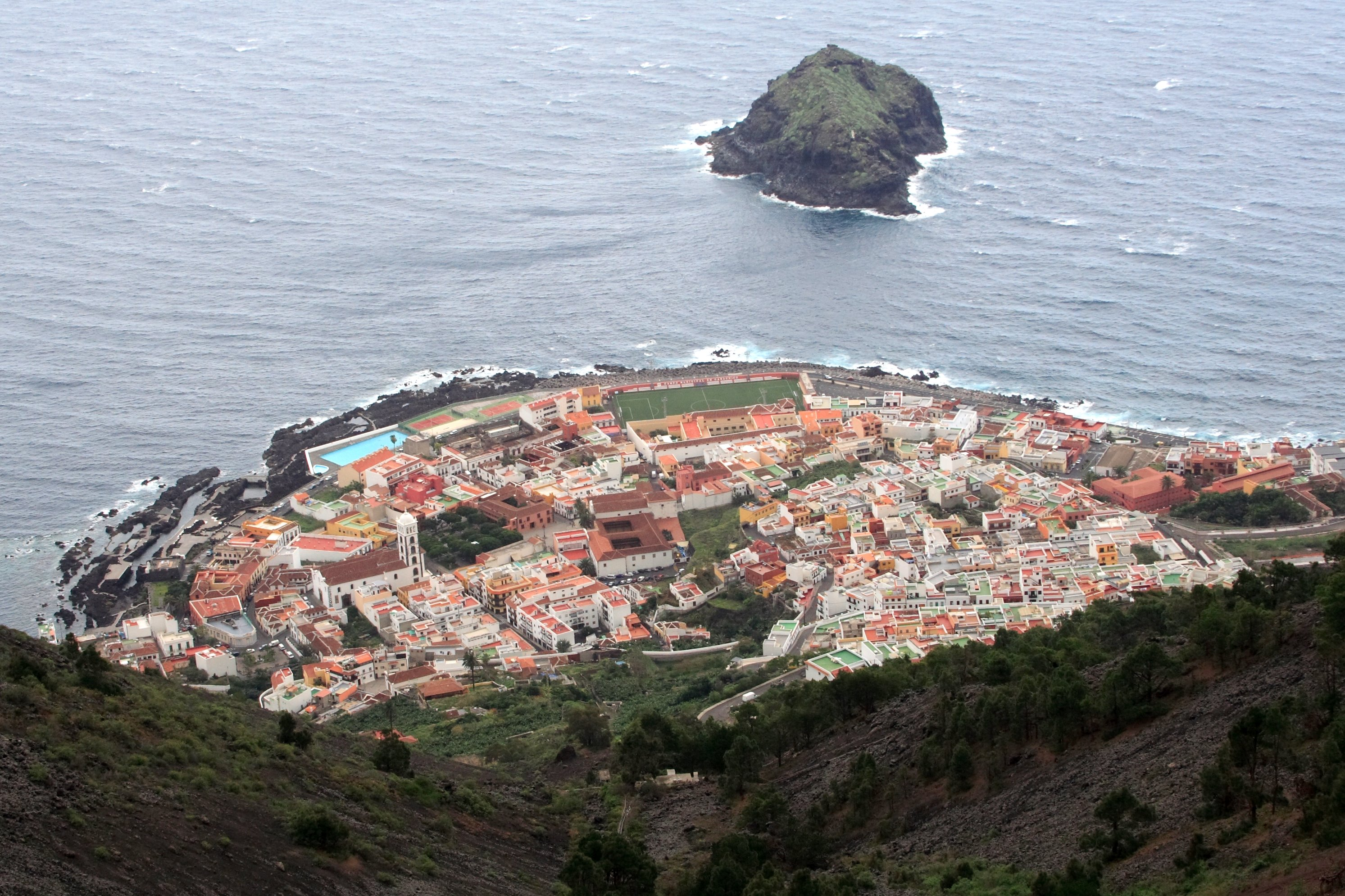
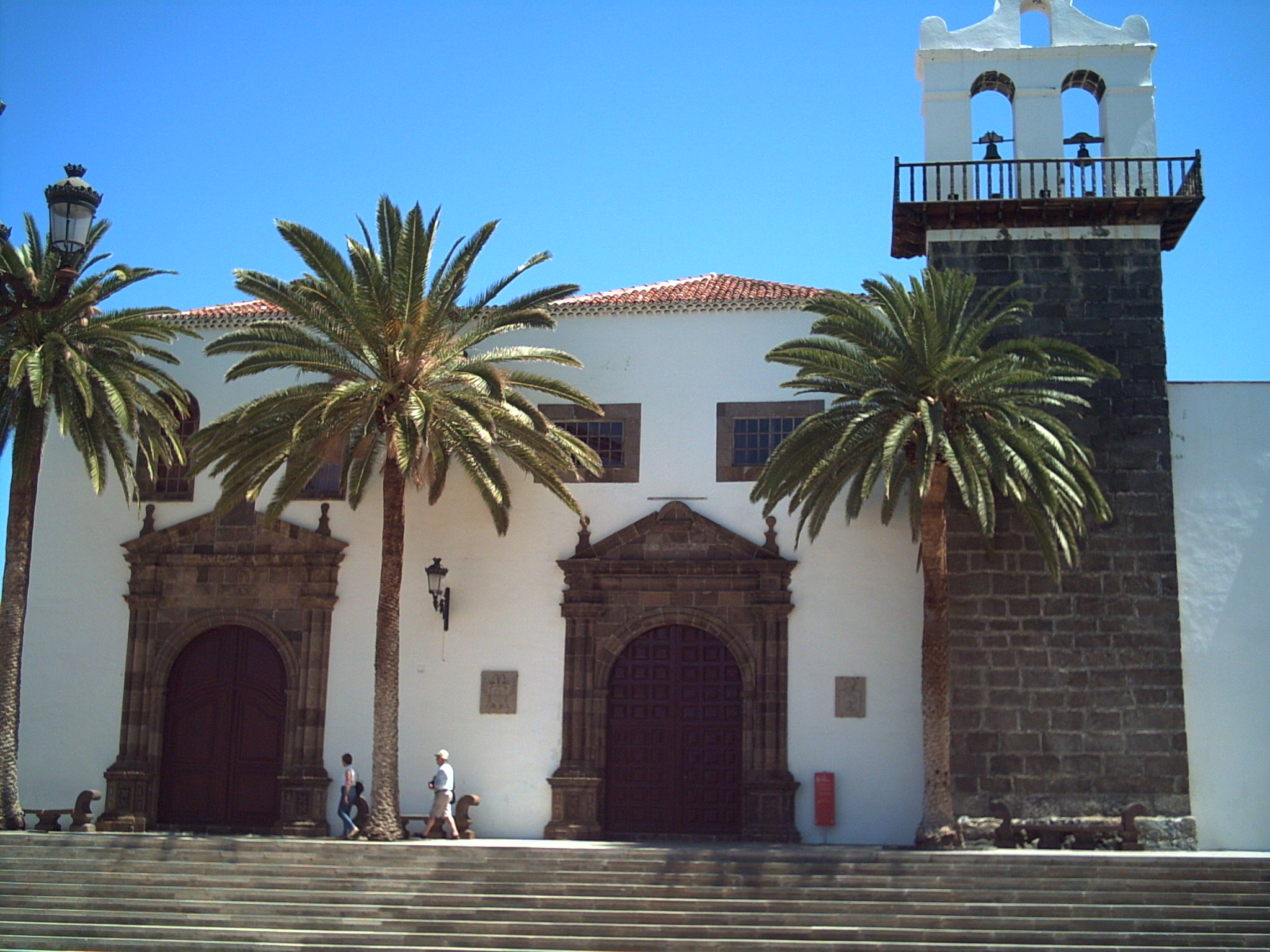
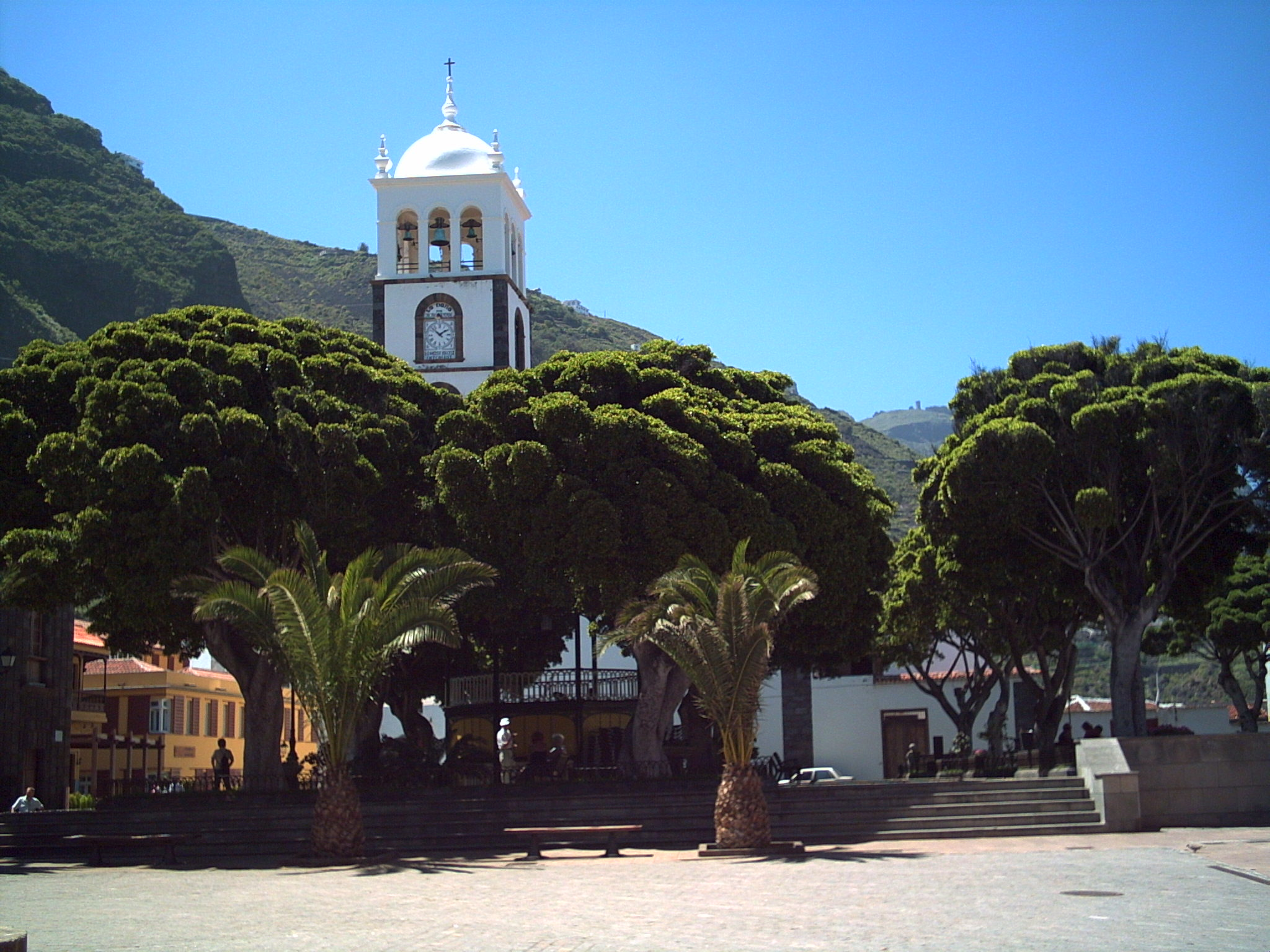
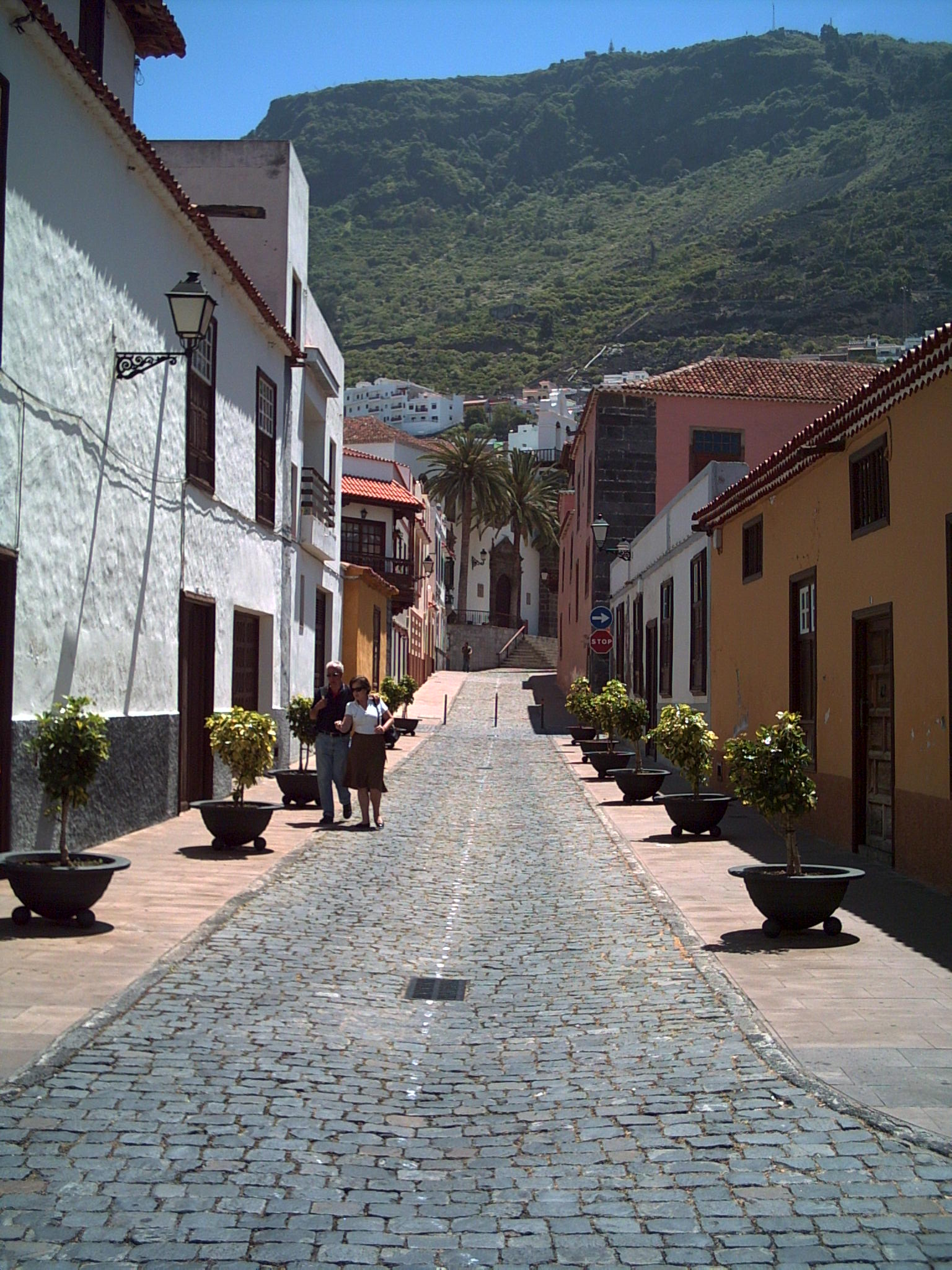